# Jeugdraad Suriname
De Jeugdraad Suriname (JRS) is een adviesorgaan voor de Surinaamse politiek. Het doel ervan is de jeugdparticipatie in de praktijk te brengen. Het heeft de verantwoordelijkheid om jeugdbeleid te formuleren en uit te voeren. Dit beleid is in handen van verschillende ministeries, waarbij de centrale rol voor het jeugdbeleid is weggelegd voor de minister van Jeugdzaken.
De Jeugdraad Suriname is de opvolger van het Nationaal Jeugdparlement dat in 2022 werd opgeheven omdat het niet goed zou werken volgens minister Steven Mac Andrew van Jeugdzaken. Sinds 2017 was het parlement demissionair. Ook de Jeugdraad maakt deel uit van het Nationaal Jeugdinstituut.
De verkiezingen voor de JRS vonden op 1 juni 2023 online plaats. Voorafgaand was op de Wakapasi een videoshoot georganiseerd voor 62 kandidaten tussen 12 en 25 jaar die afkomstig zijn uit alle tien districten van Suriname. Er bevinden zich bij elkaar 29 zetels in de Jeugdraad. De installatie van de eerste JRS vond plaats op 10 juli 2023 door minister Mac Andrew. Dit is een verschil met het Nationale Jeugparlement, dat werd geïnstalleerd door de president van Suriname. President Santokhi was niettemin aanwezig bij de plechtige ceremonie.
Op 8 september 2023 vond de verkiezingen van de leiding van de Jeugdraad plaats, met als eerste voorzitter Rajeev Goerdin, ondervoorzitter Gracelynn Amautan en plaatsvervangend ondervoorzitter Xemilya Asanredjo. Goerdin legde december 2024 zijn functie neer omdat hij ontevreden was met het functioneren van de raad.
Nadat er geruchten waren dat er in aanloop naar beide verkiezingen materiële zaken waren beloofd aan Jeugdraadleden, liet minister Steven Mac Andrew hier op 16 oktober 2023 onderzoek naar doen. Hij was geïrriteerd over de valse start van de Jeugdraad. Deze had hij juist vlekkeloos willen zien verlopen, in verandering te brengen in hoe het verloop eerder was geweest bij het Nationaal Jeugdparlement.